# ویکتور هاسلبلاد
ویکتور هاسلبلاد (انگلیسی: Victor Hasselblad; ۸ مارس ۱۹۰۶ – ۵ اوت ۱۹۷۸) عکاس، و مخترع اهل سوئد بود. او به خاطر اختراع دوربین قطع متوسط ۶در ۶ هاسلبلاد شناخته می‌شود. همچنین جایزه هاسلبلاد هر سال به نام او به بهترین عکاس اهدا می‌شود.